# Craspedosis cinerescens
Craspedosis cinerescens är en fjärilsart som beskrevs av Butler 1879. Craspedosis cinerescens ingår i släktet Craspedosis och familjen mätare. Inga underarter finns listade i Catalogue of Life.